# La Neuville-sur-Ressons
La Neuville-sur-Ressons är en kommun i departementet Oise i regionen Hauts-de-France i norra Frankrike. Kommunen ligger i kantonen Ressons-sur-Matz som tillhör arrondissementet Compiègne. År 2022 hade La Neuville-sur-Ressons 203 invånare.

## Befolkningsutveckling
Antalet invånare i kommunen La Neuville-sur-Ressons
| Referens: INSEE |